# 马德鲁佐

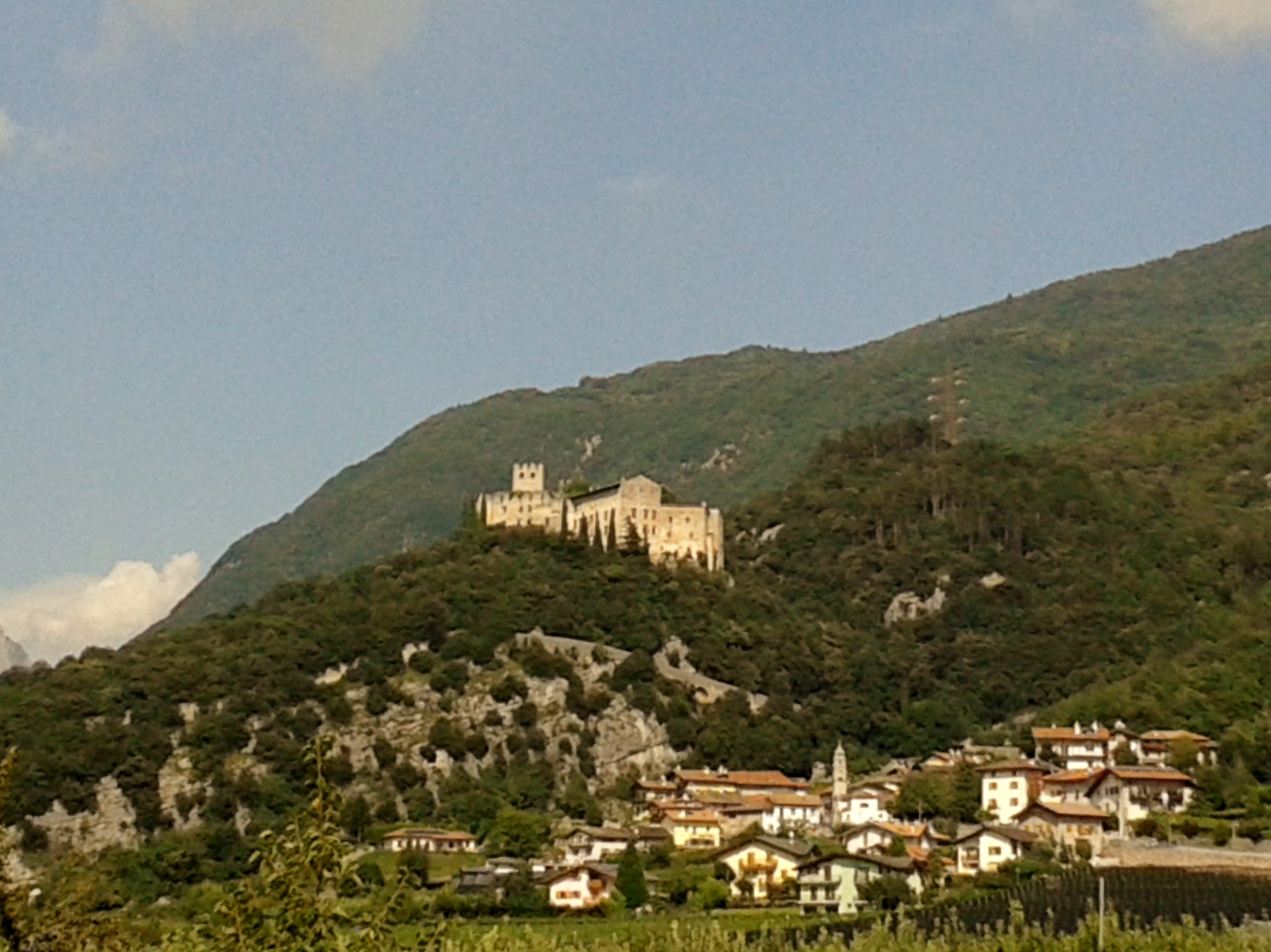
马德鲁佐堡

马德鲁佐（義大利語：Madruzzo）是意大利特伦蒂诺-上阿迪杰大区特倫托自治省的市镇。市镇面积为	28.93平方公里，2017年人口数量为2,902人。
该市镇设立于2016年1月1日，由卡拉维诺和拉西诺两市镇合并而成。